# Serjania serrata
Serjania serrata är en kinesträdsväxtart som beskrevs av Ludwig Radlkofer. Serjania serrata ingår i släktet Serjania och familjen kinesträdsväxter. Inga underarter finns listade i Catalogue of Life.